# スエズ運河の自由航行に関する条約
スエズ運河の自由航行に関する条約（英: Convention Respecting the Free Navigation of the Suez Maritime Canal）は、スエズ運河の地位を定める多国間条約である。
第1条は、平時および戦時においてスエズ運河をすべての船に対し開放する旨定め、締約国に対し、運河の自由な使用に干渉しないことを義務付けている。

## 概要
1869年に開通したスエズ運河は、1882年6月の反乱鎮圧以降、イギリスが向こう74年間も軍事占領した。
この条約は、欧州列強が運河の自由通航の保障を求め、締結された。原締約国はイギリス・ドイツ・オーストリア＝ハンガリー帝国・スペイン・フランス・イタリア・オランダ・ロシア・オスマン帝国である。
1922年にエジプトが独立。1923年にはウィンブルドン号事件で条約が援用された。第二次世界大戦中には枢軸国の艦船が通航を拒まれた。1956年のスエズ危機（第二次中東戦争）では一時運河が封鎖された。英軍の撤退した7月26日にスエズ運河会社は国有化された。翌1957年4月24日、エジプトは条約の有効性を承認した。
1967年の第三次中東戦争による運河の閉鎖は1975年まで続いた。

## 条約
主な協定内容の摘録は以下の通り。イギリスは第11条を留保したまま条約を締結し、1904年の英仏協商成立までこの留保を続けた。

### 構成
- 第1条-第3条 - 運河の地位
- 第4条-第7条 - 戦時における行為の規制
- 第8条 - 署名国の代表者による検証等の手続
- 第9条 - エジプト政府の義務
- 第10条・第11条 - オスマン帝国・エジプトによる兵力行使の規制
- 第12条-第15条 - 雑則
- 第16条・第17条 - 本条約の加入および批准